# Belgisch Raadgevend Comité voor Bio-ethiek
Het Belgisch Raadgevend Comité voor Bio-ethiek is een adviserend orgaan inzake bio-ethische kwesties, ingesteld onder de vleugels van de Federale Overheidsdienst Volksgezondheid, Veiligheid van de Voedselketen en Leefmilieu. Het Comité is opgericht bij een Samenwerkingsakkoord van 15 januari 1993 tussen de federale staat, de Vlaamse, Franse en Duitstalige Gemeenschappen en door de Gemeenschappelijke Gemeenschapscommissie. Het Comité wordt om advies gevraagd door de overheid, of door een ethische commissie, en publiceert jaarlijks een verslag, en enkele adviezen. 

## Samenstelling
Het Comité is samengesteld uit 43 leden (waarvan 8 met raadgevende stem), benoemd voor vier jaar. In de samenstelling wordt evenwicht nagestreefd tussen:
- de verschillende ideologische en filosofische stromingen
- het aantal mannen en vrouwen
- Nederlands- en Franstaligen
- leden uit wetenschappelijke en medische kringen enerzijds, en filosofische, juridische en menswetenschappelijke richtingen anderzijds.

## Adviesrecht
Het Comité verstrekt advies op vraag van een parlementsvoorzitter, een lid van hun regering, een instelling voor wetenschappelijk onderzoek, een verzorgingsinstelling of een plaatselijke ethische commissie. Het Comité kan ook uit eigen beweging een advies uitbrengen m.b.t. een vraag die binnen zijn bevoegdheid ligt.